# Vergniaud (couraçado)
O Vergniaud foi um couraçado pré-dreadnought operado pela Marinha Nacional Francesa e a sexta e última embarcação da Classe Danton, depois do Danton, Condorcet, Diderot, Voltaire e Mirabeau. Sua construção começou em novembro de 1907 na Forges et Chantiers de la Gironde e foi lançado ao mar em abril de 1910, sendo comissionado em dezembro de 1911. Era armado com quatro canhões de 305 milímetros montados em duas torres de artilharia duplas, tinha um deslocamento de mais de dezoito mil toneladas e conseguia alcançar uma velocidade máxima de dezenove nós.
O Vergniaud teve uma carreira tranquila em tempos de paz, com suas principais atividades consistindo em exercícios de rotina. A Primeira Guerra Mundial começou em 1914 e o navio tentou, sem sucesso, encontrar os cruzadores alemães SMS Goeben e SMS Breslau. Depois disso foi designado para o Mar Adriático a fim de conter a Marinha Austro-Húngara, com sua principal ação tendo sido a Batalha de Antivari. Em 1916 foi enviado para a Grécia a fim de pressionar o governo grego a entrar na guerra do lado dos Aliados, permanecendo no local até quase o fim do conflito em 1918.
Ao final guerra o navio brevemente participou da Ocupação de Constantinopla e em 1919 foi transferido para o Mar Negro durante a intervenção dos Aliados na Guerra Civil Russa. Sua tripulação se amotinou por alguns dias depois de um de seus marinheiros ter sido morto na supressão de protestos contra a permanência de embarcações franceses no local e a favor de forças bolcheviques. O Vergniaud deixou o Mar Negro no final de abril e retornou para a França no início de setembro. Foi descomissionado em junho de 1921 e tornou-se um alvo de tiro até ser desmontado em 1928.

## Design e descrição
Embora os navios da classe Danton representassem uma melhoria significativa em relação à classe Liberté, especialmente com o aumento de deslocamento de 3 mil toneladas, eles foram superados pelo advento do dreadnought bem antes de serem concluídos. Isto, combinado com outras características desvantajosas, incluindo o grande peso em carvão que tinham que transportar, fez deles navios pouco bem-sucedidos, embora seus numerosos canhões de tiro rápido fossem de alguma utilidade no Mediterrâneo.
O Vergniaud tinha 146,6 metros de comprimento total e tinha uma boca de 25,8 metros e um calado de 9,2 metros. Ele deslocava 19 736 toneladas em carga profunda e tinha uma tripulação de 681 oficiais e soldados. O navio era movido por quatro turbinas a vapor Parsons, usando vapor gerado por vinte e seis caldeiras Niclausse. As turbinas foram avaliadas em 16 800 kW  e proporcionou-lhe uma velocidade máxima de cerca de 19 nós (35 quilômetros por hora). O Vergniaud atingiu uma velocidade máxima de 19,7 nós (36,5 quilômetros por hora) em seus testes no mar. Ele transportava no máximo 2 027 toneladas de carvão, o que lhe permitia navegar por 3 370 milhas náuticas (6 240 quilômetros) a uma velocidade de 10 nós (19 quilômetros por hora).
A bateria principal do Vergniaud consistia em quatro canhões de 305 milímetros/45 Modèle 1906 montados em duas torres de canhões gêmeas, uma na proa e uma na popa. A bateria secundária consistia em doze canhões de 240 milímetros/50 Modèle 1902 em torres duplas, três de cada lado do navio. Vários canhões menores foram transportados para defesa contra torpedeiros. Entre eles estavam dezesseis canhões L/65 de 75 milímetros e dez canhões de 47 milímetros. O navio também estava armado com dois tubos de torpedos de 450 milímetros. O cinturão principal do navio era de 270 milímetros de espessura e a bateria principal era protegida por até 300 milímetros de armadura. A torre de comando também tinha 300 milímetros de espessura nas laterais.

### Modificações de guerra
Durante a guerra, canhões antiaéreos de 75 milímetros foram instalados nos tetos do navio, além de duas torres de 240 milímetros na proa do navio. Em 1918, o mastro principal foi encurtado para permitir que o navio fosse equipado com um balão amarrado, além de um aumento na elevação dos canhões de 240 milímetros, o que estendeu seu alcance para 18 mil metros.

## Carreira

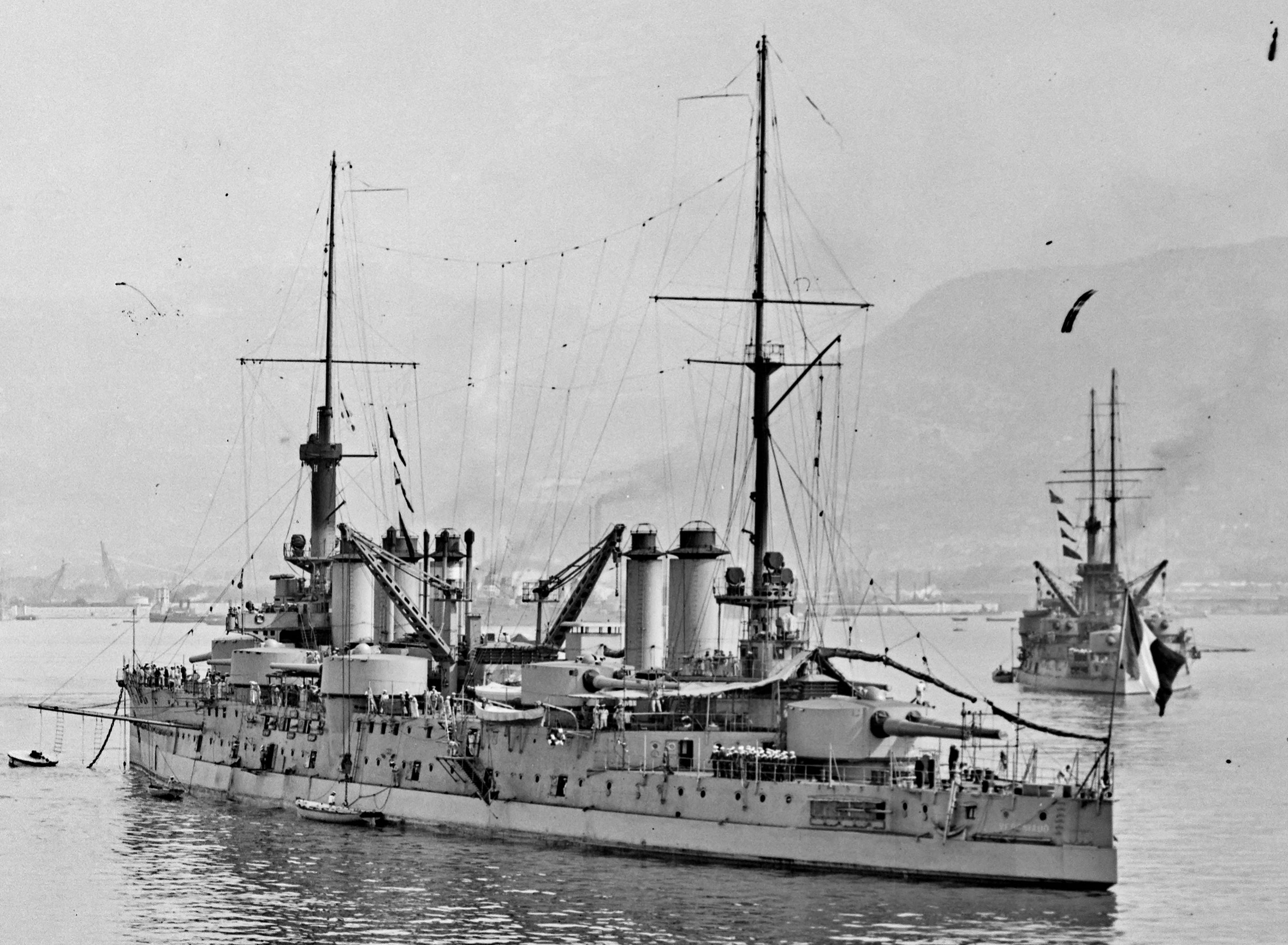
Vergniaud em Toulon, maio de 1914.

A construção do Vergniaud foi iniciada em 26 de dezembro de 1906 pela Forges et Chantiers de la Gironde em Bordeaux, com seu batimento se dando em novembro de 1907. Ele foi lançado em 12 de abril de 1909 e concluído em 18 de dezembro de 1911 ao custo de 55.247.307 francos. O navio foi designado para a Primeira Divisão do Primeiro Esquadrão da Frota do Mediterrâneo quando foi comissionado. O navio participou de manobras combinadas da frota entre Provença e Tunísia em maio-junho de 1913 e da subsequente revisão naval conduzida pelo presidente da França, Raymond Poincaré, em 7 de junho de 1913. Depois, o Vergniaud juntou-se ao seu esquadrão na sua viagem ao Mediterrâneo Oriental em Outubro-Dezembro de 1913 e participou no grande exercício da frota no Mediterrâneo em Maio de 1914.

### Primeira Guerra Mundial
No início da guerra, o navio, junto com seu irmão Condorcet e o encouraçado Courbet, procuraram sem sucesso o cruzador de batalha alemão Goeben e o cruzador leve Breslau nas Ilhas Baleares. Mais tarde, ele escoltou comboios de tropas do Norte da África para a França antes de se juntar aos seus irmãos em Malta. Em 16 de agosto de 1914, a frota combinada anglo-francesa sob o comando do almirante Auguste Boué de Lapeyrère, incluindo o Vergniaud, fez uma varredura no Mar Adriático. Os navios aliados encontraram o cruzador austro-húngaro SMS Zenta, escoltado pelo contratorpedeiro SMS Ulan, bloqueando a costa de Montenegro. Havia muitos navios para que o Zenta conseguisse escapar, então ele ficou para trás para permitir que o Ulan fugisse, sendo afundado durante a Batalha de Antivari, na costa de Bar, Montenegro. O Vergniaud foi um dos navios que bombardearam Kotor em 1º de setembro e bloquearam o Estreito de Otranto pelo resto do ano e até agosto de 1915. Ele ficou baseado em Malta e Bizerta até fevereiro de 1916, quando navegou para Toulon.
O Vergniaud foi transferido para o Segundo Esquadrão em 27 de março de 1916 e retomou suas antigas funções de bloquear o Estreito de Otranto a partir de bases em Argostoli e Corfu durante a maior parte do resto da guerra. O navio transferiu alguns de seus homens para seu navio irmão Mirabeau, que participou da tentativa dos Aliados de garantir a aquiescência grega às operações aliadas na Macedônia, em Atenas, em 1º de dezembro de 1916. O tenente responsável pelo seu grupo de desembarque foi morto, assim como vários outros homens durante o incidente. Ele passou por uma curta reforma em Toulon, de 9 de novembro de 1917 a janeiro de 1918, e retornou a Corfu. O Vergniaud foi transferido para Mudros em maio para impedir que Goeben invadisse o Mediterrâneo. Uma caldeira explodiu em 14 de setembro, matando quatro homens e ferindo outros nove. Após o Armistício de Mudros ter sido assinado em 30 de outubro entre os Aliados e o Império Otomano, o navio participou do estágio inicial da ocupação de Constantinopla. Ele retornou a Toulon em 17 de dezembro para uma breve reforma.

### Carreira pós-guerra
No início de 1919, o Vergniaud estava entre os navios estacionados perto de Sebastopol como um impedimento aliado às forças soviéticas que estavam invadindo a cidade durante a Guerra Civil Russa. Apesar do apoio dos Aliados, as forças russas brancas da cidade estavam em uma posição aparentemente desesperadora e, em abril de 1919, o alto comando naval francês ordenou que os navios fossem evacuados. Rejeitando isso, o comandante do Segundo Esquadrão, o Vice-Almirante Jean-Françoise-Charles Amet, tentou fazer com que suas forças interviessem na luta, apenas para que um motim eclodisse em vários de seus navios. Marinheiros cansados da guerra exigiram retornar para casa e o impasse que se seguiu culminou em um tiroteio em massa contra marinheiros manifestantes. Quinze pessoas ficaram feridas, mas apenas uma morreu, um marinheiro do Vergniaud. A tripulação do couraçado permaneceu neutra no conflito até então, mas rapidamente se juntou às fileiras dos amotinados mais radicais, desfraldando bandeiras vermelhas em apoio às forças bolcheviques. O impasse de quatro dias terminou com uma vitória para os marinheiros: os navios retiraram-se do Mar Negro e o Vergniaud regressou à França. O couraçado partiu em 29 de abril, rebocando o navio mercante SS Jerusalem para Constantinopla.

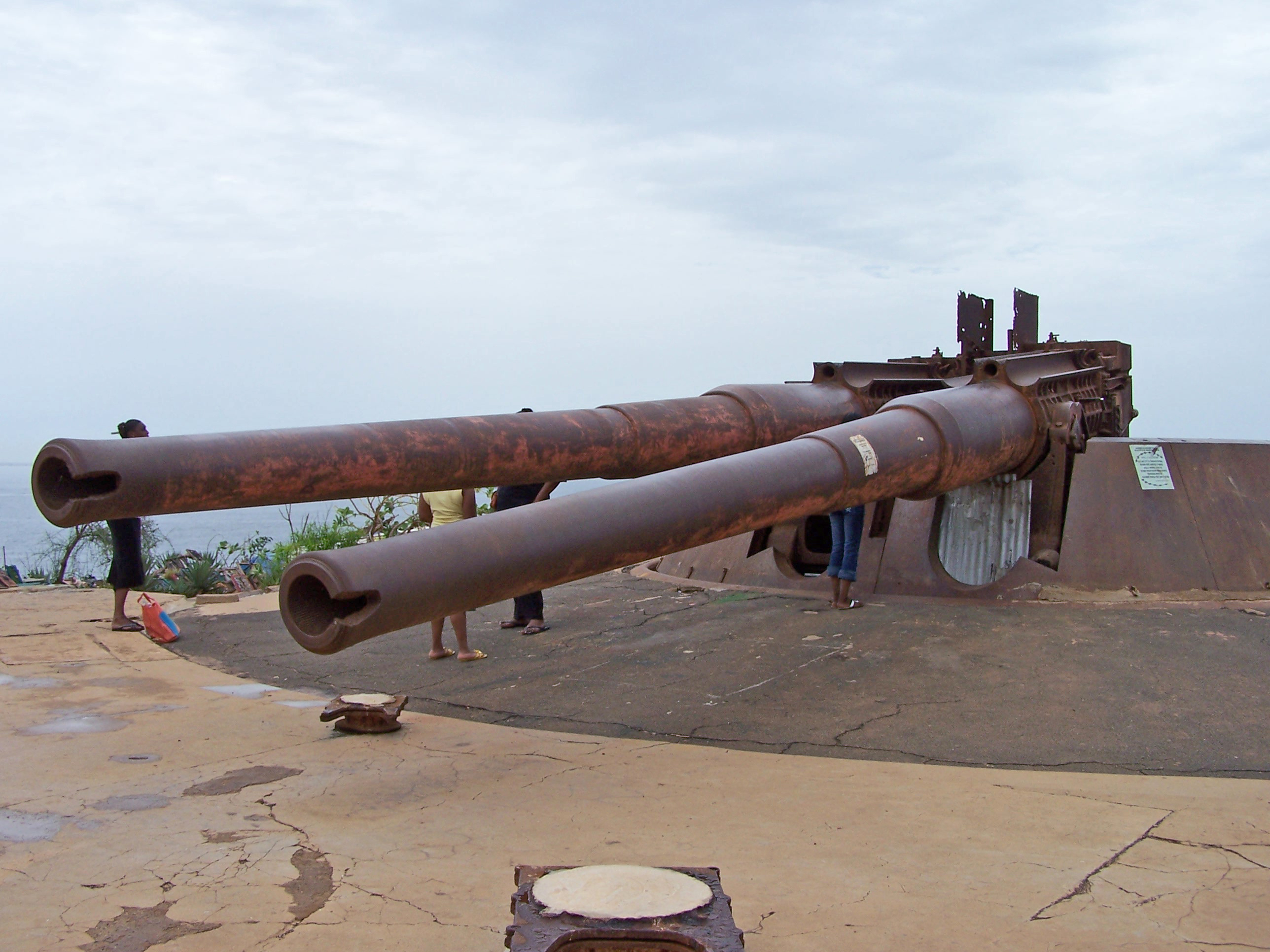
Um par sobrevivente de canhões 240 mm/50 Modèle 1902 do Vergniaud que foram montados na Île de Gorée, no Senegal.

O Vergniaud ficou baseado em Beirute de maio a agosto de 1919 para monitorar as atividades turcas nas costas da Palestina, Líbano e Síria. Ele chegou a Toulon em 6 de setembro e foi colocado em reserva especial em 1º de outubro. Mais tarde, descobriu-se que o navio estava em más condições, foi desativado em junho de 1921 e descomissionado em 27 de outubro. Ele foi desarmado em 1922. Nove de seus canhões de 240 milímetros foram instalados como baterias de defesa costeira ao redor da cidade portuária de Dacar, Senegal. Dois dos canhões e suas barbetas foram localizados na Île de Gorée; devido à sua proeminência, eles ficaram conhecidos como "Les canons de Navaronne", em homenagem ao filme homônimo de 1961, The Guns of Navarone. Em 1940, as baterias do porto forçaram uma frota aliada a retirar-se do porto francês de Vichy durante a Batalha de Dacar.

O Vergniaud se tornou um navio alvo e foi usado para avaliar os efeitos de gases venenosos e bombas até 1926. Ele foi listado para descarte em 5 de maio de 1927 e foi vendido para desmantelamento em 27 de novembro de 1928 pelo preço de 5.623.123 francos. Um monumento aos amotinados franceses de 1919 foi erguido pelos soviéticos em Sebastopol, na Praça Morskaïa, onde o marinheiro do Vergniaud foi morto.